# 2573 Hannu Olavi
2573 Hannu Olavi (1953 EN) là một tiểu hành tinh vành đai chính được phát hiện ngày 10 tháng 3 năm 1953 bởi Alikoski, H. ở Turku.